# Giải LVFCS cho nam diễn viên phụ xuất sắc nhất
Giải LVFCS cho nam diễn viên phụ xuất sắc nhất là một trong các giải của LVFCS dành cho nam diễn viên đóng vai phụ trong một phim, được bầu chọn là xuất sắc nhất. Giải này được lập từ năm 1997.

## Các người đoạt giải

### Thập niên 1990
| Năm  | Diễn viên         | Phim                     | Vai diễn    |
| ---- | ----------------- | ------------------------ | ----------- |
| 1997 | Burt Reynolds     | Boogie Nights            | Jack Horner |
| 1998 | Jason Patric      | Your Friends & Neighbors | Cary        |
| 1999 | Haley Joel Osment | The Sixth Sense          | Cole Sear   |

### Thập niên 2000
| Năm  | Diễn viên                | Phim                                          | Vai diễn         |
| ---- | ------------------------ | --------------------------------------------- | ---------------- |
| 2000 | Benicio del Toro         | Traffic                                       | Javier Rodriguez |
| 2001 | Steve Buscemi            | Ghost World                                   | Seymour          |
| 2002 | John C. Reilly           | Chicago                                       | Amos Harthis     |
| 2002 | John C. Reilly           | Gangs of New York                             | Happy Jack       |
| 2002 | John C. Reilly           | The Hours                                     | Dan Brown        |
| 2003 | Sean Astin               | The Lord of the Rings: The Return of the King | Sam Gamgee       |
| 2004 | Clive Owen               | Closer                                        | Larry Gray       |
| 2005 | Matt Dillon              | Crash                                         | John Ryan        |
| 2006 | Djimon Hounsou           | Blood Diamond                                 | Solomon Vandy    |
| 2007 | Javier Bardem            | No Country for Old Men                        | Anton Chigurh    |
| 2008 | Heath Ledger (truy tặng) | The Dark Knight                               | The Joker        |

Bản mẫu:LVFCS Awards Chron